# Eyselit
Eyselit (Roberts & al. 2004), chemický vzorec Fe3+Ge34+O7(OH), je kosočtverečný minerál.

## Morfologie
Tvoří jemná zrna nebo vzácné velmi tenké, prizmatické krystaly.

## Vlastnosti
Fyzikální vlastnosti: Tvrdost= nest., hustota 3,639 (vypočtená), štěpnost chybí (?), lom nerovný.
Optické vlastnosti: Barvu má špinavě hnědožlutou (agregáty) až žlutohnědou (krystaly), lesk skelný, vryp hnědožlutý.

## Naleziště
Jediné známé naleziště:
- Namibie – Tsumeb nalezen v dutince na jediném vzorku.